# Król zakupów Louie
Król zakupów Louie (hangul: 쇼핑왕 루이 Shoping-wang Ru-i) – południowokoreański serial telewizyjny emitowany na antenie MBC. Serial był emitowany od 21 września do 10 listopada 2016 roku, liczy 16 odcinków. Serial emitowany był w środy i czwartki o 22:00. Główne role odgrywają w nim Seo In-guk, Nam Ji-hyun, Yoon Sang-hyun i Im Se-mi.
Serial jest dostępny z napisami w języku polskim za pośrednictwem platformy Viki, pod tytułem Król zakupów Louie.

## Obsada

### Główna

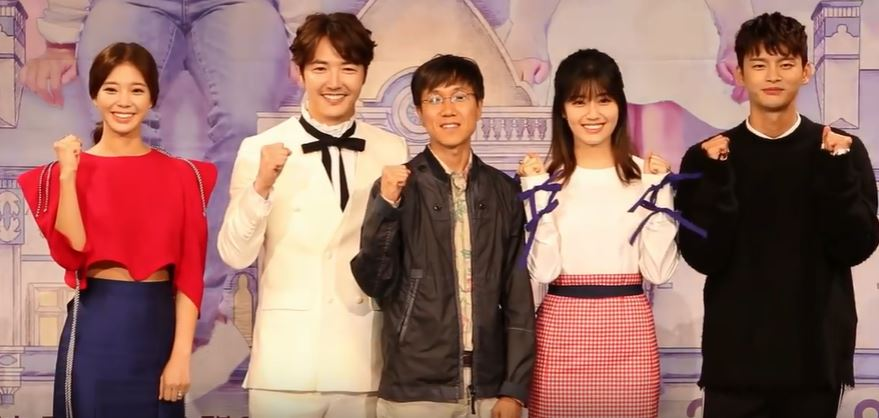
Główna obsada i reżyser serialu

- Seo In-guk jako Louis / Kang Ji-sung

- Kim Seung-han jako młodszy Ji-sung

- Nam Ji-hyun jako Ko Bok-shil

- Geum Seo-yun jako młodsza Bok-shil

- Yoon Sang-hyun jako Cha Joong-won
- Im Se-mi jako Baek Ma-ri

### W pozostałych rolach
Otoczenie Louisa
- Kim Young-ok jako Choi Il-soon, babcia Louisa
- Kim Sun-young jako Heo Jung-ran, asystentka Il-soon
- Um Hyo-sup jako Kim Ho-joon, kamerdyner Louisa

Otoczenie Bok-shil
- Ryoo Ui-hyun jako Go Bok-nam, brat Bok-shil

- Song Min-jae jako młodszy Bok-nam

- Kang Ji-sub jako detektyw Nam Joon-hyuk, przyjaciel Bok-shil

Otoczenie Joong-wona
- Nam Myung-ryul jako Cha Soo-il, ojciec Joong-wona
- Kim Bo-yeon jako Shin Young-ae, matka Joong-wona

Pracownicy Gold Group
- Kim Kyu-chul jako Baek Sun-goo, ojciec Ma-ri, przewodniczący Gold Group
- Yoon Yoo-sun jako Hong Jae-sook, matka Ma-ri
- Kim Byung-chul jako Lee Kyung-kook
- Cha Chung-hwa jako Kwon Mi-young
- Lee Jae-kyoon jako Byun Do-jin

Sąsiedzi z poddasza
- Oh Dae-hwan jako Jo In-sung
- Hwang Young-hee jako Hwang Geum-ja

Cameo
- Mi-ram jako Park Hye-joo
- Chae Soo-bin jako Wang Mong-shil

## Ścieżka dźwiękowa
| OST Part 1 | OST Part 1           | OST Part 1 | OST Part 1                              | OST Part 1         | OST Part 1 |
| Nr         | Tytuł utworu         | Tekst      | Muzyka                                  | Wykonawca          | Długość    |
| ---------- | -------------------- | ---------- | --------------------------------------- | ------------------ | ---------- |
| 1.         | „Navigation”         | Louis      | Ji Pyeong-kwon, Shin Hyung, Jun Ja-maen | Kim So-hee (I.B.I) | 3:30       |
| 2.         | „Navigation” (Inst.) |            | Ji, Shin, Jun                           |                    | 3:30       |

| OST Part 2 | OST Part 2        | OST Part 2  | OST Part 2 | OST Part 2     | OST Part 2 |
| Nr         | Tytuł utworu      | Tekst       | Muzyka     | Wykonawca      | Długość    |
| ---------- | ----------------- | ----------- | ---------- | -------------- | ---------- |
| 1.         | „The Way”         | Louis, Shin | Ji, Shin   | Umji (GFriend) | 3:43       |
| 2.         | „The Way” (Inst.) |             | Ji, Shin   |                | 3:43       |

| OST Part 3 | OST Part 3         | OST Part 3 | OST Part 3 | OST Part 3 | OST Part 3 |
| Nr         | Tytuł utworu       | Tekst      | Muzyka     | Wykonawca  | Długość    |
| ---------- | ------------------ | ---------- | ---------- | ---------- | ---------- |
| 1.         | „The Time”         | Lee Ha-jin | Ji, Shin   | Juniel     | 4:38       |
| 2.         | „The Time” (Inst.) |            | Ji, Shin   |            | 4:38       |

| OST Part 4 | OST Part 4      | OST Part 4    | OST Part 4  | OST Part 4 | OST Part 4 |
| Nr         | Tytuł utworu    | Tekst         | Muzyka      | Wykonawca  | Długość    |
| ---------- | --------------- | ------------- | ----------- | ---------- | ---------- |
| 1.         | „Hello”         | Shin, Taibian | Ji, Taibian | SunBee     | 3:44       |
| 2.         | „Hello” (Inst.) |               | Ji, Taibian |            | 3:44       |

| OST Part 5 | OST Part 5        | OST Part 5    | OST Part 5  | OST Part 5  | OST Part 5 |
| Nr         | Tytuł utworu      | Tekst         | Muzyka      | Wykonawca   | Długość    |
| ---------- | ----------------- | ------------- | ----------- | ----------- | ---------- |
| 1.         | „Love Is”         | Shin, Taibian | Ji, Taibian | Joo Yoon-ha | 3:44       |
| 2.         | „Love Is” (Inst.) |               | Ji, Taibian |             | 3:44       |

| OST Part 6 | OST Part 6                | OST Part 6 | OST Part 6 | OST Part 6 | OST Part 6 |
| Nr         | Tytuł utworu              | Tekst      | Muzyka     | Wykonawca  | Długość    |
| ---------- | ------------------------- | ---------- | ---------- | ---------- | ---------- |
| 1.         | „Falling Slowly” (스르르) | Lee Ha-jin | Ji, Shin   | Gyepy      | 2:47       |
| 2.         | „Falling Slowly” (Inst.)  |            | Ji, Shin   |            | 2:47       |

| OST Part 7 | OST Part 7                                 | OST Part 7 | OST Part 7             | OST Part 7        | OST Part 7 |
| Nr         | Tytuł utworu                               | Tekst      | Muzyka                 | Wykonawca         | Długość    |
| ---------- | ------------------------------------------ | ---------- | ---------------------- | ----------------- | ---------- |
| 1.         | „The Tiger Moth” (부나비)                  | Taibian    | Ji, Shin, Lee Jong-won | Monsta X          | 3:25       |
| 2.         | „The Tiger Moth” (Inst.)                   |            | Ji, Shin, Lee Jong-won |                   | 3:25       |
| 3.         | „The Tiger Moth” (Acoustic Version)        | Taibian    | Ji, Shin, Lee Jong-won | Kihyun (Monsta X) | 3:12       |
| 4.         | „The Tiger Moth” (Acoustic Version; Inst.) |            | Ji, Shin, Lee Jong-won |                   | 3:12       |

| OST Part 8 | OST Part 8     | OST Part 8   | OST Part 8   | OST Part 8                | OST Part 8 |
| Nr         | Tytuł utworu   | Tekst        | Muzyka       | Wykonawca                 | Długość    |
| ---------- | -------------- | ------------ | ------------ | ------------------------- | ---------- |
| 1.         | „Fine”         | Jo Hyung-woo | Jo Hyung-woo | Jang Jae-in, Jo Hyung-woo | 4:16       |
| 2.         | „Fine” (Inst.) |              | Jo Hyung-woo |                           | 4:16       |

## Oglądalność
| No. | Data emisji | Oglądalność | Oglądalność |
| No. | Data emisji | TNmS        | AGB Nielsen |
| --- | ----------- | ----------- | ----------- |
| 1   | 2016.09.21  | 5,4%        | 5,6%        |
| 2   | 2016.09.22  | 6,3%        | 6,2%        |
| 3   | 2016.09.28  | 7,4%        | 7,0%        |
| 4   | 2016.09.29  | 8,5%        | 7,8%        |
| 5   | 2016.10.06  | 8,2%        | 8,4%        |
| 6   | 2016.10.12  | 9,9%        | 8,8%        |
| 7   | 2016.10.13  | 10,1%       | 10,0%       |
| 8   | 2016.10.19  | 10,4%       | 9,7%        |
| 9   | 2016.10.20  | 11,5%       | 10,7%       |
| 10  | 2016.10.26  | 10,9%       | 10,2%       |
| 11  | 2016.10.27  | 11,1%       | 10,5%       |
| 12  | 2016.11.02  | 11,4%       | 11,0%       |
| 13  | 2016.11.03  | 11,4%       | 10,0%       |
| 14  | 2016.11.09  | 8,8%        | 10,4%       |
| 15  | 2016.11.10  | 10,9%       | 9,7%        |
| 16  | 2016.11.10  | 9,2%        | 8,9%        |

Uwaga: Odcinek 5 nie został wyemitowany w środę, 5 października, ze względu na transmisje na żywo z DMC Festival, odcinek został wyemitowany dzień później.

## Nagrody i nominacje
| Rok  | Nagroda                | Kategoria                                                    | Wynik     |
| ---- | ---------------------- | ------------------------------------------------------------ | --------- |
| 2016 | 1st Asia Artist Awards | Best Entertainer Award, Actress (Nam Ji-hyun)                | Wygrana   |
| 2016 | 35. MBC Drama Awards   | Serial roku (Shoping-wang Louis)                             | Nominacja |
| 2016 | 35. MBC Drama Awards   | Daesang (Seo In-guk)                                         | Nominacja |
| 2016 | 35. MBC Drama Awards   | Excellence Award, Actor in a Miniseries (Seo In-guk)         | Wygrana   |
| 2016 | 35. MBC Drama Awards   | Excellence Award, Actor in a Miniseries (Yoon Sang-hyun)     | Nominacja |
| 2016 | 35. MBC Drama Awards   | Excellence Award, Actress in a Miniseries (Nam Ji-hyun)      | Nominacja |
| 2016 | 35. MBC Drama Awards   | Najlepsza nowa aktorka (Nam Ji-hyun)                         | Wygrana   |
| 2016 | 35. MBC Drama Awards   | Golden Acting Award, Actor in a Miniseries (Kim Kyu-chul)    | Nominacja |
| 2016 | 35. MBC Drama Awards   | Golden Acting Award, Actor in a Miniseries (Um Hyo-sup)      | Nominacja |
| 2016 | 35. MBC Drama Awards   | Golden Acting Award, Actress in a Miniseries (Im Se-mi)      | Wygrana   |
| 2016 | 35. MBC Drama Awards   | Golden Acting Award, Actress in a Miniseries (Kim Sun-young) | Nominacja |
| 2016 | 35. MBC Drama Awards   | Najlepsza para (Seo In-guk i Nam Ji-hyun)                    | Nominacja |